# Вільшанка (Лубенський район)
Вільша́нка — село в Україні, у Лубенському районі Полтавської області. Населення становить 507 осіб. Колишній орган місцевого самоврядування — Мгарська сільська рада.

## Географія
Село Вільшанка знаходиться за 1,5 км від правого берега річки Сула, вище за течією на відстані 1 км розташоване село Мгар, нижче за течією на відстані 0,5 км розташоване місто Лубни. Через село проходить автомобільна дорога М03.

## Історія
В період Гетьманщини село входило до Лубенської першої сотні Лубенського полку.
12 червня 2020 року, відповідно до розпорядження Кабінету Міністрів України № 721-р «Про визначення адміністративних центрів та затвердження територій територіальних громад Полтавської області», село увійшло до складу Лубенської міської громади.
19 липня 2020 року, в результаті адміністративно - територіальної реформи та ліквідації Лубенського району(1923-2020), село увійшло до складу новоутвореного Лубенського району.

## Політика

### Парламентські вибори, 2019
На позачергових парламентських виборах 2019 року у селі функціонувала окрема виборча дільниця № 530506, розташована у приміщенні будинку культури.
Результати
- зареєстровано 362 виборці, явка 56,91%, найбільше голосів віддано за «Слугу народу» — 55,67%, за Радикальну партію Олега Ляшка — 10,34%, за Всеукраїнське об'єднання «Батьківщина» — 9,36%.[3] В одномандатному окрузі найбільше голосів отримав Фахраддін Мухтаров (самовисування) — 45,81%, за Анастасію Ляшенко (Слуга народу) — 13,79%, за Олексія Баганця (Всеукраїнське об'єднання «Батьківщина») — 8,37%[4].

## Населення
Згідно з переписом УРСР 1989 року чисельність наявного населення села становила 631 особа, з яких 268 чоловіків та 363 жінки.
За переписом населення України 2001 року в селі мешкало 507 осіб.

### Мова
Розподіл населення за рідною мовою за даними перепису 2001 року:
| Мова       | Відсоток |
| ---------- | -------- |
| українська | 96,45 %  |
| російська  | 3,35 %   |
| білоруська | 0,20 %   |

## Об'єкти соціальної сфери
- Школа І-ІІ ст.

## Відомі люди

### Народились
- Тур Василь Захарович (1919—1986) — голова колгоспу, Герой Соціалістичної Праці (22.03.1966). Депутат Верховної Ради УРСР 9—11-го скликань. Член Центральної Ревізійної Комісії КПРС у 1976—1981 р.